# Yota (Unternehmen)

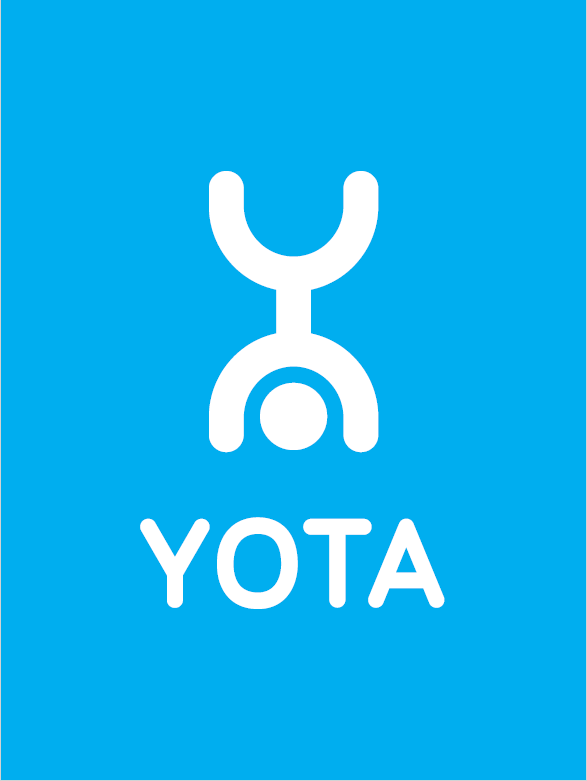
Yota Logo

Yota (russisch Йота) ist ein russischer Internetdienstanbieter, der unlimitierten mobilen Breitband-Internetzugang ermöglicht. Im Juni 2009 führte Yota als erster Provider die 4G-Technologie von WiMAX und im September 2010 die noch schnellere LTE-Technologie Long Term Evolution in Russland ein.

## Markenname, Logo und Eigentümer
Der Markenname Yota bezieht sich auf den griechischen Buchstaben Iota für Internet. Das Logo zeigt eine Person im Handstand und soll symbolisieren, dass Yota vertraute Dinge aus einem anderen Blickwinkel betrachtet.
Yota ist eine Marke des russischen Unternehmens Scartel, dessen geschäftsführender Direktor seit 2008 Sergei Adonjew ist. Der Hauptsitz des Unternehmens befindet sich in Sankt Petersburg.

## Geschichte
Im Juni 2009 kam Yota als neuer Anbieter für den mobilen Breitband-Internetzugang auf den russischen Markt. Da dort die Festnetz-Struktur noch immer wesentlich schlechter ist als in anderen Ländern, haben mobile Verbindungen in Russland eine besondere Bedeutung. Für einen Pauschalbetrag von 1400 Rubel (ca. 35 Euro) pro Monat bietet Yota ohne jede Datenbeschränkung einen mobilen Breitband-Internetzugang an (die aktuellen ADSL-Tarife liegen in Russland bei 300 bis 1.200 Rubel).
Deshalb erreichte Yota mit seinem schnellen und günstigen 4G-Netz (WiMAX) bereits im November 2009 über 250.000 Kunden und erzielte schon im ersten Geschäfts-Halbjahr einen operativen Gewinn von 6 Mio. Dollar. Ende Juni 2010 zählte Yota 600.000 Kunden in den fünf russischen Großstädten Moskau, Sankt Petersburg, Ufa, Krasnodar und Sotschi. Der Gewinn der Firma im ersten Halbjahr 2010 belief sich auf 66 Millionen Dollar.
Im Mai 2010 gab Yota aber – nach Investitionen von rund 500 Millionen Dollar – überraschend seinen Rückzug aus der WiMAX-Technologie bekannt.
In Kasan wurde in nur zwei Monaten und mit 20 Millionen US-Dollar ein noch schnelleres mobiles LTE-Netz für eine Million Menschen aufgebaut. Bis Ende 2010 wollte Yota in Moskau, Sankt Petersburg, Ufa, Krasnodar und Sotschi weitere 100 Millionen US-Dollar in das neue LTE-Netz investieren. Im Sommer 2010 wurde jedoch bekannt, dass die russische Regulierungsbehörde dem Unternehmen die Lizenz zur Nutzung bestimmter Frequenzen für LTE entzogen hatte. Dies wurde mit einem Verstoß gegen das Gesetz begründet, da die bestehende Lizenz nur den Einsatz von WiMAX gestattete, nicht aber den von LTE.
Yota besaß Ende 2010 Büros mit insgesamt rund 1200 Mitarbeitern in Moskau, Sankt Petersburg, Managua (Nicaragua) und London. In den Zentren der belarussischen Städte Minsk und Grodno wurde zum 1. Dezember ein LTE-Netz errichtet, was auch für die Städte Mogilev, Brest und Gomel geplant ist. Selbiges ist auch für Peru geplant, wo das Tochterunternehmen Yota Del Peru im Besitz landesweit einzigen Lizenz für mobile Internetzugänge über 22 MHz für das ganze Land sowie 78 MHz für die Region Lima verfügt.[veraltet]
Im Oktober 2015 erwarb das in Bermuda ansässige, an der Börse in Hongkong notierte Investmentunternehmen REX Global Entertainment für 100 Millionen US-Dollar 64,9 % der Anteile am Unternehmen Yota Holding Limited von Telconet Capital Limited.
25,1 % halten weiterhin die Yota Holding Limited und 10 % MTH Limited.

## Dienstleistungen
Yota bietet neben dem eigentlichen Internetzugang verschiedene mobile Dienste an wie mobiles Internet Protocol Television, Video-on-Demand (in Russland exklusiv die Filme von Universal und Disney Studios), einen Online-Musikshop mit einem Katalog von über 700.000 Titeln, ein Foto-Weblog-Portal.

## Hardware

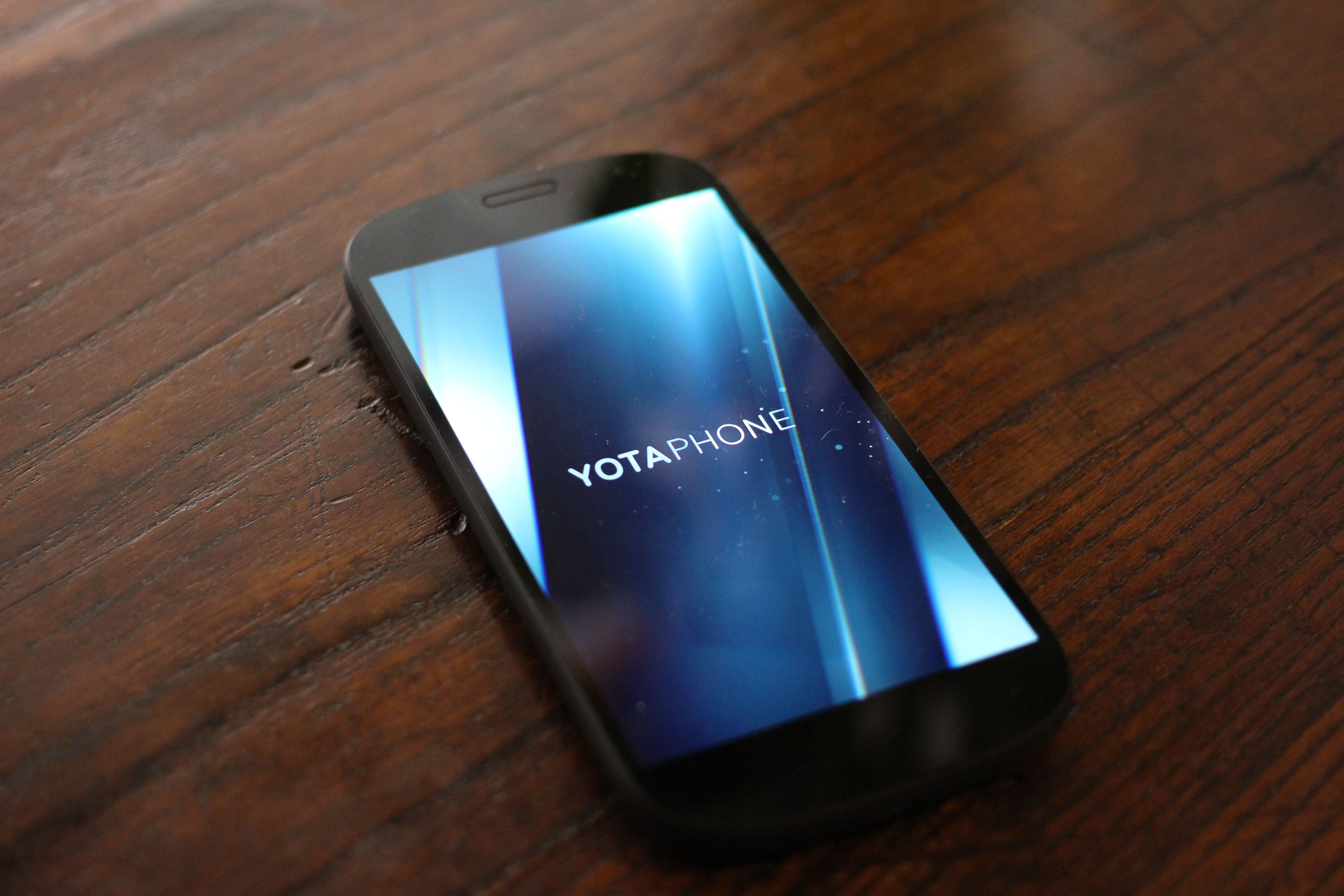
YotaPhone2 Frontdisplay

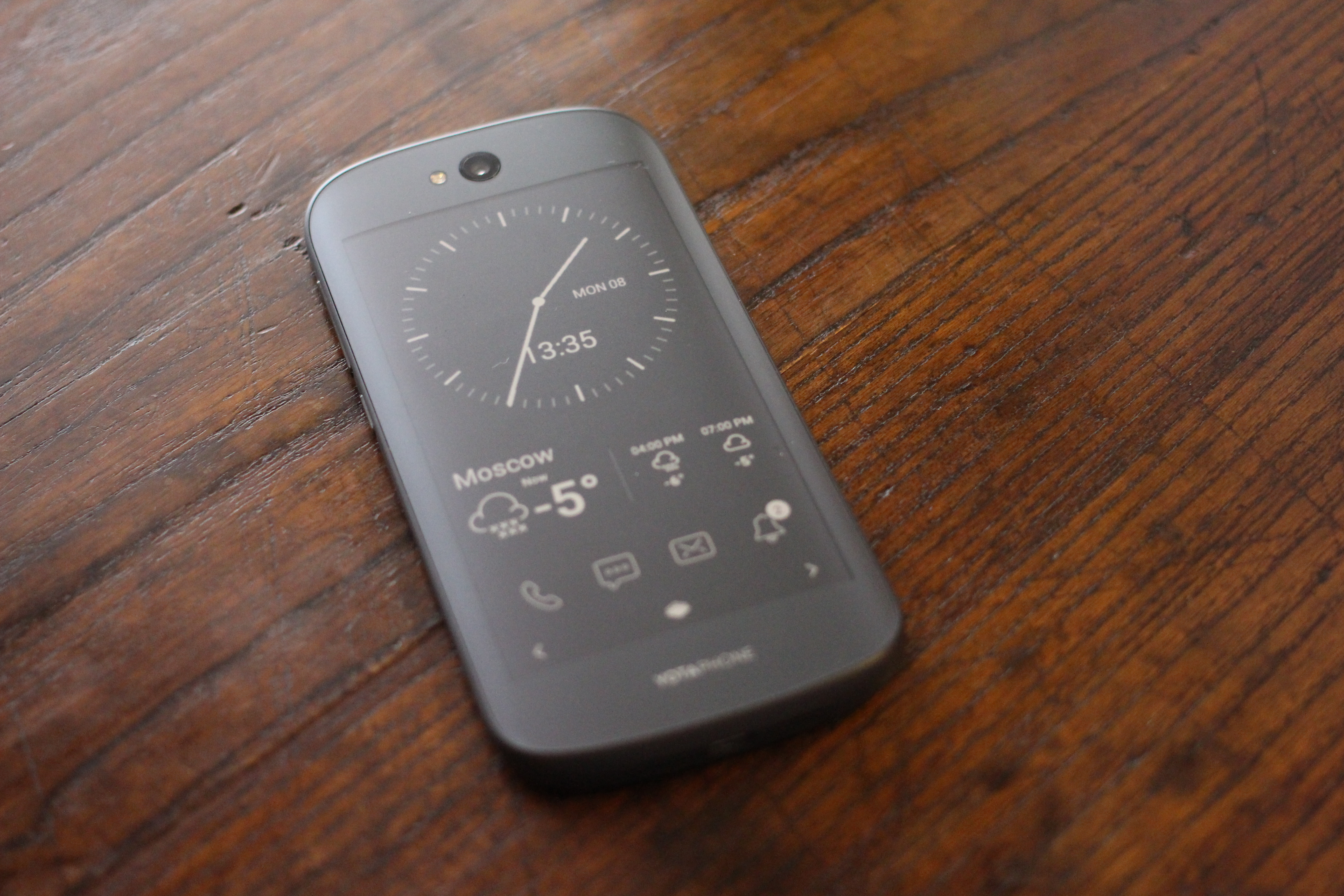
YotaPhone2 Inkdisplay

Yota Devices war eine Hardwaresparte von Yota für LTE-Geräte, wie Smartphones, Modems und Router. Seit 2011 trat der Hersteller als selbständiges Unternehmen auf.
Ende 2012 stellte Yota Devices den Prototyp seines YotaPhone Smartphones vor. Seit Dezember 2013 ist das Gerät im Handel erhältlich. Die Besonderheit stellt das zusätzliche Display auf der Rückseite dar, welches auf der E-Ink-Technologie basiert, während das Touch-Display auf der Vorderseite ein AMOLED-Bildschirm ist. Das E-Paper-Display bietet aufgrund seines sehr geringen Stromverbrauchs die Möglichkeit der permanenten Darstellung von Inhalten auch bei regelmäßiger Aktualisierung. 2014 erschien die zweite Generation des Geräts – das YotaPhone 2. 2017 erschien das YotaPhone 3, bei dem eine zusätzliche Speichererweiterung per SD-Karte möglich ist.
Im Jahr 2019 musste Yota Devices, nach einer Klage des Zulieferers Hi-P Singapore, Insolvenz anmelden.